# UFC 17
UFC 17: Redemption（ユーエフシー・セブンティーン：リデンプション）は、アメリカ合衆国の総合格闘技団体「UFC」の大会の一つ。1998年5月15日、アラバマ州モービルのモービル市民センターで開催された。

## 大会概要
メインイベントのUFC世界ミドル級（後のライトヘビー級）タイトルマッチでは、王者フランク・シャムロックが挑戦者ジェレミー・ホーンを降し、2度目の王座防衛に成功した。
ミドル級トーナメントでは、UFC初出場のダン・ヘンダーソンがアラン・ゴエス、カーロス・ニュートンを破り優勝を果たした。
本大会でチャック・リデルが総合格闘技デビュー戦でUFC初出場を果たした。また、ダン・ヘンダーソンとカーロス・ニュートンは本大会がUFC初出場となった。
UFCでトーナメントが開催された最後の大会（UFC 23を除く）となった。

### Mixed Martial Arts
UFCの解説者を務めていたジェフ・ブラトニックが本大会からコミッショナーに就任した。会見でブラトニックはメディアに向けて、当時総合格闘技は「No Holds Barred」（「ルールや制限がない」を意味する）をはじめとしてさまざまな名称で呼ばれていたが、総合格闘技のイメージ向上のため、今後は報道などで「Mixed Martial Arts」を使用して欲しいと要請した。Mixed Martial Artsという言葉自体は以前から存在したが、一般的にはこれがMixed Martial Artsという言葉が初めて使用された時と考えられており、このためブラトニックがMixed Martial Artsという言葉を生み出したとされている。

## 試合結果
第1試合 UFC 17ミドル級トーナメント リザーブマッチ 12分1R
○  チャック・リデル vs.  ノエ・ヘルナンデス ×
1R終了 判定3-0
第2試合 ヘビー級 15分1R
○  アンドレ・ロバーツ vs.  ハリー・モスコヴィッツ ×
1R 3:15 KO（肘打ち）
第3試合 UFC 17ミドル級トーナメント 1回戦 15分1R
○  ダン・ヘンダーソン vs.  アラン・ゴエス ×
1R終了 判定3-0
※ヘンダーソンが決勝進出
第4試合 UFC 17ミドル級トーナメント 1回戦 15分1R
○  カーロス・ニュートン vs.  ボブ・ジルストラップ ×
1R 0:52 三角絞め
※ニュートンが決勝進出
第5試合 ヘビー級 15分1R
○  マイク・ヴァン・アースデイル vs.  ジョー・パルド ×
1R 11:01 V1アームロック
第6試合 ヘビー級 15分1R
○  タンク・アボット vs.  ウゴ・デュアルチ ×
1R 0:43 TKO（レフェリーストップ：グラウンドパンチ）
第7試合 UFC 17ミドル級トーナメント 決勝戦 15分1R
○  ダン・ヘンダーソン vs.  カーロス・ニュートン ×
1R終了 判定2-1
※ヘンダーソンがトーナメント優勝
第8試合 ヘビー級 15分1R
○  ピート・ウィリアムス vs.  マーク・コールマン ×
1R 12:38 KO（右ハイキック）
第9試合 UFC世界ミドル級タイトルマッチ 20分1R
○  フランク・シャムロック vs.  ジェレミー・ホーン ×
1R 16:28 膝十字固め
※シャムロックが王座の2度目の防衛に成功